# Bactrocera freidbergi
Bactrocera freidbergi
 es una especie de díptero que White describió por primera vez en 1999. Bactrocera freidbergi pertenece al género Bactrocera de la familia Tephritidae. Esta especie como plaga agrícola ha sido atacada por los agricultores en Assam.